# Bom Jardim (Pernambuco)
 Bom Jardim  este un oraș în Pernambuco, Brazilia.